# Környezettudomány
A környezettudomány (illetve a környezeti tudományok (környezeti fizika, környezeti kémia, környezeti informatika stb. ) rendszernek a bioszférát, vagy leegyszerűsített szituációkban az emberi populációt (társadalmat) tekintik. A környezettudományok tartalmukban erős átfedéseket mutatnak a földtudományokkal (talajtan, geológia, geofizika, földrajztudomány, meteorológia, hidrológia, oceanográfia), valamint az alap- és alkalmazott élettudományokkal, különösen pedig az ökológiával is. Ennek ellenére nem azonosak azokkal, mert célkitűzésük és szemléletük azoktól eltérő. A környezetbiológia fogalma megtévesztő, mert általában az ökológiával azonosítják. A környezet biológiai objektumai az ökoszisztémák tanulmányozásakor válhatnak az ökológia vizsgálatának objektumává.